# 高速道路建設推進議員連盟
高速道路建設推進議員連盟（こうそくどうろけんせつすいしんぎいんれんめい）は、日本の国会議員による議員連盟。

## 概要
高速道路の早期整備を求め、道路特定財源の一般財源化に反対している。

## 所属議員
- 石田真敏
- 井上信治
- 江藤拓
- 平井卓也

## 所属していた議員
- 岩國哲人（2009年に引退）
- 佐藤錬（2009年に引退）
- 岡本芳郎（2009年に落選）
- 笹川堯（2009年に落選）
- 杉浦正健（2009年に落選）
- 土井真樹（2009年に落選）
- 漆原良夫（2017年に引退）
- 北村茂男（2017年に引退）
- 木村太郎（2017年に死去）
- 愛知治郎（2019年に落選）
- 井上義久（2021年に引退）
- 河村建夫（2021年に引退）
- 後藤田正純（2022年に議員辞職）
- 衛藤征士郎（会長・2024年に落選）